# فاهیزای آمبوتاهیلاسینا
فاهیزای آمبوتاهیلاسینا (به لاتین: Fahizay Ambatolahimasina) یک منطقهٔ مسکونی در ماداگاسکار است که در منطقه آمبوسیترا واقع شده‌است.
 فاهیزای آمبوتاهیلاسینا  ۶٬۰۰۰ نفر جمعیت دارد و ۱٬۳۸۲ متر بالاتر از سطح دریا واقع شده‌است.